# Englar alheimsins
Englar alheimsins (em português:  Anjos do Universo) é um filme islandês de drama biográfico, coproduzido em 2000 pela Noruega, Alemanha, Suécia, Dinamarca e Islândia, e dirigido por Friðrik Þór Friðriksson.
O roteiro é de Einar Már Guðmundsson baseado em seu romance homônimo, uma biografia semificcional de seu irmão Pálmi Örn Guðmundsson.
Foi selecionado como representante da Islândia à edição do Oscar 2001, organizada pela Academia de Artes e Ciências Cinematográficas.

## Elenco
- Ingvar E. Sigurðsson
- Baltasar Kormákur
- Björn Jörundur Friðbjörnsson
- Hilmir Snær Guðnason
- Margrét Helga Jóhannsdóttir
- Theódór Júlíusson